# Пентасамарийтригерманий
Пентасама̀рийтригерма́ний — бинарное неорганическое соединение, интерметаллид
самария и германия
с формулой Ge3Sm5,
кристаллы.

## Получение
- Сплавление стехиометрических количеств чистых веществ:

{\displaystyle {\mathsf {5Sm+3Ge\ {\xrightarrow {1700^{o}C}}\ Ge_{3}Sm_{5}}}}

## Физические свойства
Пентасамарийтригерманий образует кристаллы
гексагональной сингонии, пространственная группа P 63/mcm, параметры ячейки a = 0,8653 нм, c = 0,6471 нм, Z = 2,
структура типа трисилицида пентамарганца Mn5Si3
.
Соединение конгруэнтно плавится при температуре 1700 °C
.